# 催眠学園3年生
『催眠学園3年生』（さいみんがくえんさんねんせい）は、筆柿そふとが2017年3月31日に発売したアダルトゲーム。ジャンルは「学園もの王道催眠AVG」とされている。
本作は企画・監督・シナリオを担当するNATORI烏賊がかつて所属していたBLACKRAINBOWの「村越シリーズ」の流れを汲む、催眠フェティシズムを主題にしたアドベンチャーゲームである。
予約が好調だったことから本編の発売前に続編となる『催眠学園2年生』の製作が決定した旨がパッケージに同梱のペーパーで告知されており、続編のメインキャラクター2名が先行で本作に登場している。

## ストーリー
初山啓太は冴えない風貌にストーカー紛いの変態趣味で周囲から敬遠されている三流大学の不良学生としてうだつの上がらない日々を送っていた。そんなある日、啓太はごみ捨て場で壊れたおもちゃの光線銃を見つけ、なんとなく気になって持ち帰り修理を試みる。自室を訪ねて来たセールスマンの強引な勧誘に業を煮やし、虚仮脅しのつもりで光線銃の引き金を引くとセールスマンは虚ろな目になり啓太が「帰れ」と命令するとさっきまでの態度が嘘のようにおとなしく帰って行った。何度か実験を重ねた結果、この光線銃はおもちゃでなく「催眠導入機」であることがわかり、使い道を思案した結果「お嬢様学校の教育実習生になりすまして女の園に自分だけのハーレムを築く」ことを思い立つ。
啓太は大学の授業そっちのけで近所のお嬢様学校・神浜砥峰学園の理事長にセミナーで接触し、手練手管と催眠導入機の力で学園に実習生として潜入することに成功する。そして、催眠導入機の力で学園の教師やお嬢様揃いの生徒を次々と手籠めにして行き、時には享楽のため彼女たちに突拍子もない常識の改変をすり込んで行く。

## 登場人物
声優は公式サイトの「CHARACTER」、TGsmart、エンドロールによる。
初山 啓太（はつやま けいた）
主人公。三流大学の不良学生で、痩身の冴えない風貌に加えて変態趣味を隠そうともしないため周囲からは「キモイ」と敬遠されている。ごみ捨て場で壊れた催眠導入機を発見し、近所のお嬢様学校・神浜砥峰学園に（表向きはコネと言う扱いで）教育実習生として潜入することに成功する。
学園には他に男性教諭がいないため、養護教諭の三原かおる以外からは不審者同然の扱いであからさまに敵意を向けられている。
氷上 雪乃（ひかみ ゆきの）
声：手塚りょうこ
英語教諭。神浜砥峰学園のOGで、大学卒業後に母校の教師となった。美人だが気が強く、恋愛経験は皆無。実習生となった啓太の指導教諭に任命されるが、啓太に対しては第一印象から露骨に嫌悪感を抱いており、仕事でなければ関わりたくないと思っていた。
職員室で2人きりになった所で催眠導入機によって自発的に服を脱がせられ、コンプレックスを抱いている陥没乳首のことを啓太に知られてしまう。
三原 かおる（みはら かおる）
声：一色ヒカル
養護教諭。フランクな性格で、他の教師や生徒からは露骨に嫌われている啓太に対してもそれほど抵抗を感じていないが、女子校に男性が出入りすることで生徒に万が一のことが起きないかは心配しており、飽くまで「男性だから」と言う理由で啓太のことを警戒している。
催眠導入機で月経周期を聞き出され「性教育の教材作成」を理由として啓太に処女を奪われたばかりでなく、啓太が下心丸出しで行った提案を受け入れて保健室に産婦人科用の内診台を設置した。
城崎 琴美（きのさき ことみ）
声：佐倉もも花
生徒会長。良家のお嬢様で学園内では模範生として通っているが、啓太に対しては汚いものを見るような視線を容赦なく飛ばして来る。
催眠導入機で「啓太の体を舐めると甘くておいしい」と認識させられる。
加古 綾香（かこ あやか）
声：南波奈々子
琴美の友人。合気道を習っている。
催眠導入機で「男性は射精させるとぐったりして負けを認める」と言う常識をすり込まれてしまう。

## スタッフ
- 企画・監督・シナリオ - NATORI烏賊
- 原画 - 大崎シンヤ

## ノベライズ
- 布施はるか、原作：筆柿そふと『催眠学園3年生』 パラダイム〈ぷちぱら文庫〉

2017年9月30日発売予定 ISBN 978-4-8015-1130-9